# Fritz Höhn
Fritz Höhn (* 31. Mai 1896 in Wiesbaden; † 3. Oktober 1918 bei Saint-Martin-l'Heureux, Frankreich) war ein Offizier der deutschen Fliegertruppe im Ersten Weltkrieg, der 21 bestätigte Abschüsse erzielte.

## Leben
Höhn diente anfangs bei der Infanterie. Nach seiner Meldung zur Fliegertruppe kam er zur Fliegerabteilung A 227. Danach wurde er zum Jagdflieger ausgebildet. Als Leutnant der Reserve kam er 1917 zur Jasta (Jagdstaffel) 21. Am 20. April 1918 erlitt er eine schwere Verwundung und kehrte erst im August 1918 wieder an die Front zurück. Danach wurde er Führer der Jasta 60, der Jasta 81 und zuletzt der Jasta 41. Höhn wurde mit beiden Klassen des Eisernen Kreuzes sowie dem Ritterkreuz des Königlichen Hausordens von Hohenzollern mit Schwertern ausgezeichnet.
Höhn wurde am 3. Oktober 1918 im Luftkampf über Saint-Martin-l'Heureux östlich Reims abgeschossen.